# Mati Savolainen
Mati Savolainen (ur. 27 kwietnia 1952 w Tiumeni) – radziecki, następnie estoński kierowca motocyklowy i wyścigowy.

## Biografia
Uprawianie sportów motorowych rozpoczął w 1973 roku pod kierunkiem Jüri Millera. W 1980 roku został brązowym medalistą mistrzostw ZSRR w klasie motocykli turystycznych do 350 cm³. Dwa lata później zdobył trzecie miejsce w klasie do 500 cm³. W latach 1973 oraz 2004 został mistrzem kraju w klasie motocykli z bocznym wózkiem. Trzykrotnie był mistrzem Estonii w klasie do 500 cm³ oraz z wózkiem bocznym. W 2003 roku został mistrzem Bałtyku.
Jego syn Aivo jest kierowcą wyścigowym.